# Fontaine Saint-Colomban (Carnac)
Pour les articles homonymes, voir Fontaine Saint-Colomban.
La fontaine Saint-Colomban  est une fontaine de Carnac, dans le Morbihan, en France.

## Localisation
La fontaine est située à en limite de la côte de l'anse du Pô (partie de la baie de Plouharnel), dans son extrémité la plus méridionale, à environ 320 m à vol d'oiseau à l'est du hameau et de la chapelle de Saint-Colomban.

## Historique
La fontaine est construite au XVIe siècle.
Au village de Saint-Colomban qui est inscrit sur l'Inventaire, la parcelle 949 section P sur laquelle se trouve située la fontaine de Saint-Colomban est un site naturel classé depuis le 24 mai 1966.
La fontaine Saint-Colomban fait également l’objet d’un classement au titre des monuments historiques par arrêté du 1er février 1978.

## Architecture

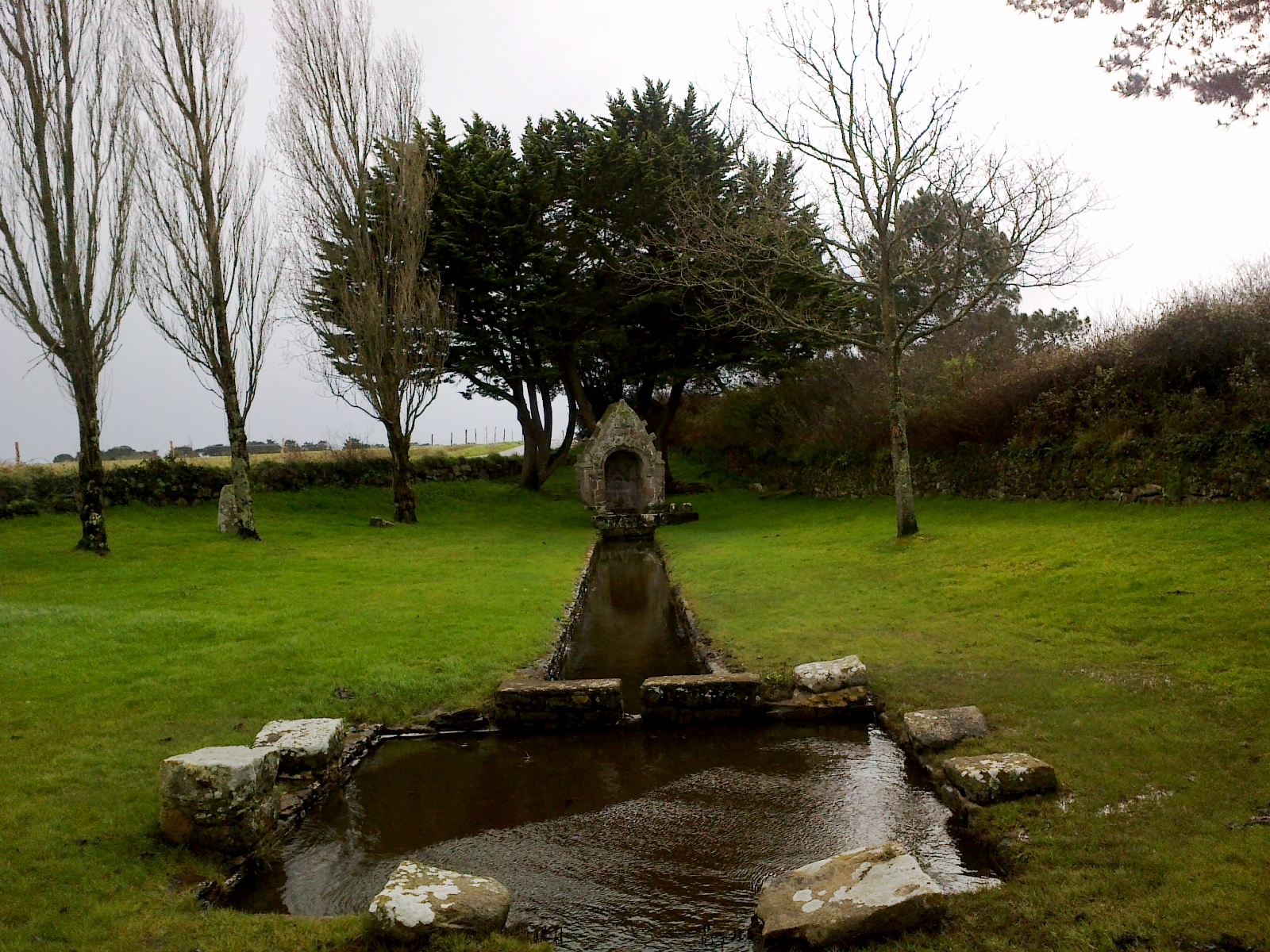
La fontaine : niche et bassins.

L'édifice se présente comme un bassin rectangulaire accompagné d'une niche en granite, qui devait abriter, à l'origine, une statue de saint Colomban. L'ensemble mesure environ 31 m de longueur.
La niche est de style gothique[source insuffisante]. La façade de celle-ci s'ouvre par un arc surbaissé parée d'archivoltes. Un gable, portant une accolade sculptée de fleurs et des rampants sculptés en crochet, surmonte l'ensemble. Les trois autres côtés de l'édifice sont pleins, les 4 arêtes portant des contreforts. 
Suivant la niche, qui capte une source d'eau[source insuffisante], un avant-bassin, qui devait probablement servir aux ablutions des fidèles, est délimité par deux margelles et fermé par un muretin.
L'eau s'écoule ensuite dans un deuxième bassin rectangulaire, qui a pu faire office d'abreuvoir.
Enfin, un dernier bassin carré termine l'ensemble et a pu être utilisé comme lavoir.

## Légendes
- Si vous ne connaissez pas le sujet, laissez ce bandeau (vous pouvez alors contacter les auteurs).
- Si vous supprimez le contenu mis en cause (vous pouvez préalablement contacter les auteurs),

argumentez précisément cette suppression dans la page de discussion
(un manque de référence n'est pas un argument ; une recherche réelle de référence doit avoir été effectuée, être formellement documentée).
Saint Colomban de Luxeuil y était invoqué pour guérir de la folie[source insuffisante].